# Lagaroceras princeps
Lagaroceras princeps är en tvåvingeart som först beskrevs av Becker 1910.  Lagaroceras princeps ingår i släktet Lagaroceras och familjen fritflugor.
Artens utbredningsområde är Tanzania. Inga underarter finns listade i Catalogue of Life.